# Isaac V. Vanderpoel
Isaac V. Vanderpoel (* 1814 in Kinderhook, New York; † 25. März 1871 in Buffalo, New York) war ein US-amerikanischer Jurist und Politiker. Er war 1858 bis 1859 Treasurer of State von New York.

## Werdegang
Isaac V. Vanderpoel, Sohn von Benjamin Vanderpoel, wurde während des Britisch-Amerikanischen Krieges im Columbia County geboren. Er besuchte die Kinderhook Academy. Über seine Jugendjahre ist nichts weiter bekannt. Vanderpoel studierte Jura in der Kanzlei J. & A. Vanderpoel in Kinderhook und in der Kanzlei Price & Sears in New York City. Seine Zulassung als Anwalt erhielt er 1834 und begann dann in Aurora (New York) zu praktizieren. Von 1837 bis 1845 war er als Brigade Inspector im 47. Regiment der Miliz von New York tätig. Vanderpoel wurde im November 1857 zum Treasurer of State von New York gewählt. Bei seiner Wiederwahlkandidatur im Jahr 1859 erlitt er eine Niederlage gegenüber dem Republikaner Philip Dorsheimer. Die Folgejahre waren vom Bürgerkrieg überschattet. Im Januar 1866 gründete er in Buffalo (New York) eine Anwaltspraxis mit Grover Cleveland, dem späteren Präsidenten der Vereinigten Staaten, welche bis 1869 bestand, als Vanderpoel zum Police Judge gewählt wurde.